# 慕容和
慕容和（？—399年），昌黎棘城（今辽宁省义县西北）人，后燕宗室，慕容徽之子，慕容垂的侄儿。
385年，慕容垂任命魯王慕容和为南中郎将，镇守邺城。慕容宝到黎阳，鲁阳王慕容和的长史李辩劝说慕容和接纳他，慕容和不同意。李辩非常害怕，就暗地里招引东晋的军队来到管城，打算趁慕容德出外作战时发动叛乱。397年，鲁阳王慕容和正在镇守滑台，派遣使者前来迎接慕容德。慕容德答应了去滑台的请求。398年，东晋宁朔将军邓启方、南阳太守闾丘羡，带领部队二万进攻南燕，南燕中军将军慕容法、抚军将军慕容和在管城击败邓启方部。399年，慕容德留下慕容和驻守滑台，亲自统帅兵众去斩杀苻广。慕容德出兵讨伐苻广，李辩再一次劝说慕容和反叛，慕容和仍然不听，李辩便杀了慕容和，献出滑台城，投降了北魏。